# Martha My Dear
〈Martha My Dear〉는 폴 매카트니(레논-매카트니)가 쓴 비틀즈의 곡으로, 더블 음반 《The Beatles》에 수록되어 있다.

## 작곡
매카트니는 〈Martha My Dear〉가 자신의 개 마사에 관한 노래지만, 단지 노래를 쓸 당시 마사가 떠올라 노래가 만들어진 것이라고 전했다.
랄프 J. 글리슨은 "일종의 1930년대 대중 음악"같다고 표현했다.

## 평가
뉴욕은 〈Martha My Dear〉를 《The Beatles》의 최고의 노래 중 하나로 꼽았다. 리뷰를 쓴 앨런 리치는 〈Martha My Dear〉를 "완전한 65년 비틀즈"라고 칭하며, 과거의 아트 송 창작자들과 완전히 견줄 만한 상상력을 가졌다고 극찬했다.

### 참고 자료
- 스미스, 앨런 (1968년 11월 30일). “Paul Recalls Inspirations of LP” (PDF). 《NME》. 3쪽. 2022년 3월 30일에 원본 문서 (PDF)에서 보존된 문서  – Newspapers.com 경유.
- 글리슨, 랄프 J. (1968년 11월 24일). “New Music of Beatles”. 《샌프란시스코 이그제미너》. 41면.
- 리치, 앨런 (1968년 12월 16일). “Ringo, Rheingold, Rave and Rancor”. 《뉴욕》. 1권 37호. 41쪽. 2022년 10월 23일에 원본 문서에서 보존된 문서.